# ایل توپکانلو
توپْکانْلو، نام یکی از گروههای کُرد پراکنده در استان خراسان. توپکانلوها خود را توپان می‌نامند و توپان را واژه‌ای کردی به معنای انبوه جمعیت یا درخت می‌دانند. برخی این معنا را به سبب پرجمعیت بودن توپکانلوها در میان عشایر خراسان دانسته‌اند.
بنابر شواهد تاریخی خاستگاه اصلی توپکانلوها به احتمال قوی مناطق غرب ایران و کردستان بوده است. آنها نیز مانند دیگر گروههای کرد خراسان به تدریج در دورهٔ حکومت شاه اسماعیل اول (سل‍‍ ۹۰۷–۹۳۰ق/۱۵۰۱–۱۵۲۴م)، شاه عباس اول صفوی (سل‍ ۹۹۶–۱۰۳۸ق/۱۵۸۸–۱۶۲۹م) و نادرشاه افشار (سل‍‍ ۱۱۴۸–۱۱۶۰ق/۱۷۳۵–۱۷۴۷م) برای مقابله با ترکمنها و ازبکها به سرحدات شمال شرق کشور کوچانده شدند و در نواحی چکنه، مشهد، جوین، نیشابور، دشت تقی، درگز، قوچان، شیروان، سرخس، اسفراین و بینالود استان خراسان اسکان یافتند.
امروزه بیشتر توپکانلوها یکجانشین شده‌اند و در روستاها و شهرها اسکان یافته‌اند، اما شمار اندکی از آنها هنوز میان دهستانهای شهرستانهای نیشابور،  قوچان، اسفراین، بجنورد، بردسکن، چناران، درگز، سبزوار، سرخس، شیروان، طبس و… استان خراسان ییلاق و قشلاق می‌کنند.[9]↵توپکانلوها به چند طایفهٔ کِرِکانلو، محمدی( دسته ممد)،  فرهادخانی (فرهادی)، لطیفی، ترابی،قوی دل، شیرغازی، آقامحمدخانی (دسته آقه) سَمَکان (سمکانلو) و زینلی تقسیم می‌شوند. هر طایفه نیز به چند توپه‌ر یا توپر (=تیره) تقسیم می‌شود. هر چند خانواده یک توپه‌ر و هر چند توپه‌ر یک تیره یا طایفه را تشکیل می‌دهد. رئیس توپه‌ر، ریش‌سفید و سرپرست مجموعهٔ توپه‌رها کدخدا یا بَگ نامیده می‌شود. بیشتر سرپرستان و بگهای توپکانلو از میان طایفهٔ فرهادی برخاسته بودند. شاخص ترین چهره ایلِ بزرگِ توپکانلو «فرهاد خان توپکانلو» است ، او از مبارزان دوران مشروطیت بود و دیدارهایی هم با ستار خان و باقر خان داشت. فرزندان و نوادگان فرهاد خان هم از مشهورترین افراد توپکانلو هستند ، نام خانوادگی فرهادی از نام فرهاد خان گرفته شده است.(فرهادی توپکانلو)
مشهور ترین فرزندان فرهاد خان عبارت اند از: علی محمد خان ، اسدالله خان ، عزیزالله خان و نادر خان . در این میان «علی محمد خان» به نوعی جانشین پدرش فرهاد خان محسوب می شود . آخرین رئیس ایل توپکانلو هم «رضا خان فرهادی توپکانلو» فرزند علی محمد خان می باشد که در سال ۱۳۵۷ درگذشت و در شهر کهنه قوچان به خاک سپرده شد.